# Задерий, Святослав Геннадьевич

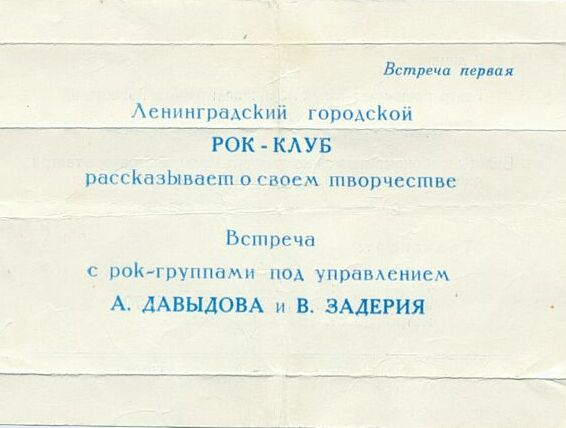
Проходка на концерт Хрустального Шара

Святосла́в Генна́дьевич Заде́рий (30 июня 1960, Ленинград, СССР — 6 мая 2011, Санкт-Петербург, Россия) — советский и российский рок-музыкант, автор песен, композитор, режиссер, шоумен, фронтмен, основатель групп «Алиса» и «Нате!».

## Биография

### Ранние годы, до Алисы (1960—1983)
Святослав Задерий родился 30 июня 1960 в семье Ленинградского профессора Геннадия Задерия.
Первую свою группу «Звездочёты» собрал в школе. Коллектив сразу взялся за рок-оперу «Руслан и Людмила» по Александру Пушкину. Святослав Задерий также играл на гитаре и пел в группе «Звёздочетах» с 1976 по 1978 год.
После окончания школы в 1978 году собирает хард-рок-группу «Летающая крепость», где играет на бас-гитаре, но по невыясненным обстоятельствам изгоняется из «Крепости» в 1980 году. В том же году собирает группу «Хрустальный шар» и учится в джазовой школе, которую бросает. В 1981 году «Шар» вступает в Ленинградский рок-клуб.
В «Хрустальном шаре» Задерий играл на бас-гитаре и иногда пел. В тот период он стал известен под прозвищем «Алиса» и тогда же его пути пересеклись с будущими сооснователями «Алисы» — звукорежиссером Юрием Шлапаковым, ударником Михаилом Нефедовым и клавишником Павлом Кондратенко. Место гитариста досталось Владимиру Богатыреву, а основным вокалистом был Андрей Христиченко.
Юношеское увлечение арт-роком и «Машиной времени» постепенно сменилось мотивами глэм-рока:
В тесной ленинградской квартире в доме на проспекте Науки репетировала группа, носившая гордое название «Просто так». В группе играли трое. За барабанами восседал Юрий Шлапаков - да-да, тот самый, чьё имя мы можем увидеть практически на каждом альбоме нынешней «Алисы». Сейчас, правда, он работает не барабанными палочками, а крутит ручки на звукорежиссёрском пульте. Вторым членом команды был Сергей Павлов, прозванный Клипсом. Клипс играл на гитаре. За бас и вокал отвечал Андрей Христиченко, отличающийся ярким голосом и эмоциональной подачей материала. Этим, очевидно, он и привлёк внимание Святослава Задерия, пригласившего его в 1982-м в свой коллектив «Хрустальный шар», созданный на развалинах группы «Летающая крепость», на «должность» основного вокалиста.
Христиченко вошёл в новый коллектив, прихватив с собой коллег из «Просто так»: Шлапаков стал звукооператором «Хрустального шара», а Клипс — светотехником.
Так началась легенда, спрятанная в книгах за парой коротких строк. Помимо Кролика и Задерия в коллективе играли известные впоследствии Михаил Нефёдов (барабаны), Павел Кондратенко (клавиши) и одарённый гитарист Владимир «Кровавый» Богатырёв. По версии Задерия, Кровавым Вову прозвали за то, что порой после ошеломительных гитарных пассажей его пальцы были изодраны о струны в кровь.

Начались совместные репетиции, Кролик пел, музыканты играли, а Юру Шлапакова можно было всё чаще встретить в магазине «Юный техник», где он приобретал необходимые ему для оборудования динамики, провода, штекеры... Как известно, в то время в СССР у рокеров были серьезные проблемы с аппаратурой. Кто-то, как Тропилло,пользовался списанными усилителями и пультами, а кто-то собирал их из вполне доступных радиодеталей. Шлапаков часами сидел с паяльником, создавая то, из чего вырос вполне сносный для начала 80-х звук «Хрустального шара».Святослав Коровин, FUZZ 2003
Святослав Задерий проявил себя как яркий рок-н-ролл мелодист, использовал театральный грим и подбирал костюмы специально под выступления. 19 ноября 1982 «Хрустальный шар» играл на одной сцене со «Странными играми». Выступление имело огромный успех в том числе потому, что музыканты решили исполнять незалитованый репертуар. По свидетельствам, посетители концерта буквально прыгали на своих местах, находясь в сидячем зале. Среди песен, вызвавших особый ажиотаж, были «Рулетка», «Любовь выходит на охоту», «Королева бара» и «Розовый бокал», который одновременно был причиной внутренних противоречий коллектива и мишенью для цензуры. Андрей Христиченко отказывался петь текст «Бокала» так, как он был задуман Задерием. В итоге Задерий, являясь лидером группы, решил сменить вокалиста в марте 1983. Вскоре женился Богатырёв и также покинул группу, на чем её история официально закончилась.
Вскоре клавишник Павел Кондратенко предложил Задерию пообщаться с группой «Демокритов колодец». Её основателем был красноярский гитарист Андрей Шаталин, которого Задерий вместе с Кондратенко вскоре позвал в свой новый состав. В «Демокритов колодец» на тот момент играли вокалисты Тимур Боджгуа и Виктор Салтыков, гитарист Андрей Шаталин, басист Эдуард Иванов и барабанщик Владимир Трофимов, который до этого играл у Софии Ротару.
Поскольку Шаталин являлся основным участником группы, «Демокритов колодец» вскоре распался.

Шаталина я до того уже видел - он выступал в группе «Демокритов колодец», им самим созданной. И когда я узнал, что человек из Красноярска

умудрился создать здесь группу, написать для нее и тексты и музыку, и при этом у него ещё в группе грузин с Салтыковым,

позже известным по другим проектам... Шаталин был такой - Железный Дровосек - совершенно спокойный, очаровательный мужчина.

Он мне импонировал больше всех в этой группе - а они играли в стиле «Бостон», довольно жёсткую музыку.  

И было видно, что от Шаталина там основная энергия и идет, несмотря на то, что он сам по себе скромный и спокойный...

Новая группа получила название «Магия». Задерий занял место вокалиста и бас-гитариста, на гитару пришёл Андрей Шаталин, за барабанами остался Нефёдов, а Кондратенко встал за синтезаторы. Группа зазвучала в духе «новой волны». Первые песни, написанные «Магией» впоследствии послужили основой для программы «Кривозеркалье».
Стоит отметить глубокий философский подход Задерия. Он вырос в профессорской семье, и к формированию концепции вновь создаваемой группы подошел с сугубо научной стороны. Как известно, любая космогоническая структура начинается с состояния Хаоса. Это присуще началу любой мифологии. Уже потом какая-нибудь птица гагара извлекает из Хаоса кусочек суши, и это служит точкой отсчета МирозданияНаталья Челищева, «Алиса» история группы
Коллектив подходил к каждому концерту как к шоу. Так, на одном из выступлений во время исполнения песни «Сильные идут вперёд», по сцене пронесли масштабную репродукцию «Бурлаков на Волге» Репина.

Ситуация была такая: Шаталин любит «Бостон», «хард-рок», «Дип пёпл».

Паша Кондратенко - более мягкую музыку, я увлекался психоделическими сложными штуками,

поэтому вроде бы сначала произошла несостыковка, но потом я их уговорил...

С помощью алкоголя, места и аппаратуры: ребята, почему бы нам, собственно,

не сойти с ума, и не начать изначально - с хаоса?

Давайте не будем задаваться вопросом «что мы будем играть?»,

а просто будем играть и чувствовать гармонию того, кто играет дальше. 

То есть принцип был очень простой,

и постепенно мы составили «хаосную» программу - «Синтезатор сладострастия»...
Задерий вскоре решил передать обязанности вокалиста и в 1983 году в группу был приглашён Олег Эльтиков.
Следующим пригласили Пётра Самойлова, но его отношения с командой так же не сложились. Чуть позже в группе появился саксофонист Борис Борисов, с которым у Самойлова был давний конфликт. В итоге Борисов занял ещё и место вокалиста. Группа снова сменила название на «Дафна», но Борисов вскоре покинул состав.
Сохранились 8 песен «Хрустального шара» 1982 года с репетиции на точке «Сарай» группы «Союз любителей музыки рок» под управлением В. Козлова в Бабушкином саду (Парк имени И. В. Бабушкина), они же и ещё 9 песен 1983 года. Также сохранилась запись группы «Магия» с Олегом Эльтиковым в качестве вокалиста.

### Алиса (1984—1986)
К марту 1983 года после целого ряда метаморфоз, через «Магию» и «Дафну», «Хрустальный шар» превратился в группу «Алиса». По официальной версии, основой для названия послужило прозвище Задерия.

Первая программа «Синтезатор Сладострастия» создавалась на репетиционной базе в корабельном институте, где ранее базировался «Аквариум». Первое выступление «Алисы» состоялось на студенческой дискотеке.

Попросили нас сыграть для местной публики - на танцах для студентов. Мы nереоделись. 

Паша надел на голову консервную банку, привязав ее проводком, 

Шаталин - на голое тело - фрак, у меня была кепка лихая и футболка с надписью «Эйр Франс»: короче, выглядели мы «цветно». 

Вышел Терещенко, объявил, что выступает группа «Алиса». 

Мы выскочили на сцену с криком: «Ха-а!», ударили по струнам, публика обернулась... и побежала. 

Бегом! Вся! Не сговариваясь! Мы после третьего аккорда остановились, и мне пришлось в микрофон кричать: 

«Ребята, стойте, мы, собственно говоря, ничего против вас не имеем...». 

Я впервые такое видел - а ведь до этого много играл на танцах. То ли мы принесли какую-то энергетическую волну, то ли что, 

но ситуация была просто абсурдная. 

Остановились они метрах в десяти - стоят, на нас nоглядывают. 

Было такое ощущение, что Змей Горыныч выскочил на сцену, поклацывая зубами и попыхивая огнем... 

Ну, вернулись они обратно, послушали все, потом даже начали танцевать..
В тот период для «Алисы» активно писал тексты Илья Утехин, который на тот момент ещё был подростком. В его рок-клубовском удостоверении значилось: «Поэт группы „Алиса“».
Группа официально дебютировала на Втором фестивале Ленинградского Рок-Клуба с программой «Кривозеркалье», где «Фантасмагорические образы и сюжеты, навеянные книгой Л. Кэрролла, переплетались с реалиями повседневной жизни».
Афиши Рок-клуба создавались специально к каждому выступлению, например, для выступления «Алисы» это был коллаж из фотографий девушек, вырезанных из журналов, с Алисой Фрейндлих по центру.
Группу обычно представлял и немного рассказывал о ней Председатель Николай Михайлов, медленно передвигаясь к микрофону под крики «Рок давай!». 
Задерий помпезно явился из-за кулис в очках с широкой оправой в бело-чёрную полоску, как у бременских музыкантов, выделывая претенциозные движения руками и ногами...
Шоу доморощенное, но полноценное, второй солист надевал противогаз, где-то взяли дым, недостаток вкуса Задерий заменял энтузиазмом.
Сногсшибательное шоу делал клавишник - бездна вкуса и стиля, косая чёлка, узкий пиджак, огромные от грима глаза...Кондратенко. 
Кроме него, кстати, ни у кого в группе косой чёлки не было. Можно увидеть его в фильме «Переступить черту»Светлана Синельникова, http://www.zaderij.ru/rock_clab_alisa_tamburin_1984.html
Выступление получило низкую оценку жюри, но уже через год «Алиса» стала главным впечатлением фестиваля.
...он был генератором идей, скажем так. Вот этого достаточно наверно.
Остальное делали все люди вокруг него, все, что он придумал.
То есть была некая кучка могучая, команда,
которая работала на одно целое, что придумывал в общем-то Слава...
- А он давал свободу каждому?

- Несомненно.Мария Макашенец, Кондратенко о Задерии
Задерий будучи, идейным вдохновителем коллектива и его основной движущей силой, искал новые формы, продумывал драматургию выступлений. Одновременно он совершенствовал звучание и стиль группы, в том числе занимался поисками вокалиста. После ухода Бориса Борисова в «Алису» пригласили Константина Кинчева.

Летом 1984 года Кинчев приехал под Ленинград в гости к Андрею Заблудовскому. Тогда же они вместе с Задерием на басу и Алексеем Мурашовым на ударных записали альбом «Нервная ночь», после чего Кинчев и был приглашен.
Приходит на репетицию Задерий и говорит: мол, был в Москве, познакомился через Андрея Заблудовского с парнем - зовут Костя, сочиняет и поет. Музыканты «Секрета» помогли ему записать альбом «Нервная Ночь».
Послушайте кассету, может, понравится... 
Мы послушали. Мне, кстати, совсем не понравилось - говорю, гребенщиковщина какая-то, на фиг нам это надо?
Славка говорит: парень завтра приезжает, давайте попробуем, может, что и получится. 
Приехал Кинчев, скромный такой. И знаешь, с первой репетиции как-то покатило, мы сразу за один присест сделали шесть вещей - основу будущей программы «Энергия»Наталья Челищева, "Алиса" история группы - Михаил Нефедов
На III фестивале Ленинградского рок-клуба «Алиса» появилась с новым фронтменом и свежей программой, с такими композициями как «Мы вместе» и «Мое поколение». Затем был записан альбом «Энергия», в ходе которого в группе обострились внутренние противоречия.
Во время записи Андрей Шаталин уехал работать по распределению и ему на замену пришёл Петр Самойлов.
После выпуска «Энергии» Константин Кинчев на полгода покинул группу.
В рок-клубе в тот период возникли серьёзные разногласия относительно оплаты концертов и долей музыкантов: будут ли группы функционировать как индивидуальные бренды, или будут относиться к рок-клубу, а впоследствии к продюсерским центрам. На почве этого, а также накопившегося напряжения, «Алиса» фактически разделяется на два состава.
Святослав Задерий, Андрей Шаталин и Михаил Нефедов вместе с Павлом Кондратенко и певицей Людмилой «Терри» Колот записали в домашних условиях несколько демо-треков, которые в 1998 году были изданы как альбом «Поколение Х». В некоторых песнях также приняли участие Кинчев и Башлачёв.
Второй состав, в котором остались Константин Кинчев и Пётр Самойлов, не мог использовать название «Алиса» по соображениям авторства. Предполагалось продолжить выступления под названием «Радость».

Альбом сводился без меня, и половина того, что там планировалось в аранжировках, загублено... 

В итоге получилось тридцать процентов от того, что могло получиться

Альбом «Энергия» был выпущен в начале 1986 года. В мае «Алиса» стала одним из победителей четвёртого фестиваля Ленинградского рок-клуба с программой «По ту сторону добра». «Алиса» использовала в шоу надувную свинью, парившую над сценой, а в аранжировках активно задействовалась электронная перкуссия.
В тот момент Кинчев соглашается сняться в главной роли в фильме «Взломщик», что Задерий воспринимает как маргинализацию образа рок-музыканта. Вскоре после четвёртого фестиваля рок-клуба на одном из выступлений возник конфликт между «Алисой» и руководством рок-клуба. Несмотря на то, что формально рок-клуб не имел права заниматься коммерческой деятельностью, билеты на выступления продавались, при этом музыкантам даже не выписывали контрамарки. Задерий заявил, что «Алиса» на таких условиях играть отказывается и ушёл с мероприятия. «Алиса» отыграла концерт без Задерия и больше он в группу не возвращался. Несмотря на это, Задерий был не против, чтобы группа сохранила за собой бренд.

- То, что происходит с "ДДТ" и "Алисой" - результат коммерции. 

Я тоже свалил с середины "Алисы" и не успел с Доктором поговорить.

Его можно понять - дочка, тусовка, ездит. Куча времени уходит.

Как-то мы оттянулись славно, утром голова вот такая, ну как у настоящих мужчин...

Смотрю - Костя собирается, куда ты - говорю. Он мне отвечает, нет, пойду домой, мне пеленки стирать надо.

Знаешь, и меня как-то это так тронуло...

В принципе, у него есть сейчас новая программа, хотя нового в музыке пока не заметно. 

А раньше мы могли программу и за неделю сделать. 

И потом Доктор часто вписывается в пролетные вещи типа кино или этого суда с газетой. 

Ну что могут сделать Кокосову? Посадить? А клевета чистая и наглая. На самом-то деле жертва - я (смеется). 

Все после концерта тогда свалили через запасной,а я иду, как положено, под банкой. Ну меня и повезли в вытрезвитель, до утра.
После разрыва отношений с «Алисой» у Задерия были переговоры с Юрием Шевчуком по поводу создания ленинградского состава ДДТ, но Задерий сделал выбор в пользу собственного проекта.

### «Нате!» (1986—1990)
В ноябре 1986 года Святослав Задерий собирает «Нате!», использовав название, предложенное Кинчевым. Несмотря на конфликт и расхожее мнение, что Кинчев несправедливо забрал группу себе, Задерий всегда относился к своему бывшему вокалисту подчеркнуто уважительно.

На самом деле Костя лечить умеет хорошо, поэтому я и назвал его Доктором. 

Серьезно, он обладает способностями, биополе у него точно есть. 

И лечить не только в прямом смысле, но он умеет и поговорить с тобой так, что тебе станет легче. 

Раньше таких людей называли духовниками. Сейчас мне такого человека очень не хватает...

В состав «Нате!» вошли Игорь Борисов (гитара), Михаил Малин (бас), Алексей Пэйн (клавишные) и Дмитрий Бучин (барабаны). Первое выступление коллектива состоялось 7 марта 1987 на праздновании шестилетия Ленинградского Рок-клуба в ДК Пищевиков. Затем группа успешно выступила в Москве и на Пятом фестивале рок-клуба, накануне которого к коллективу присоединился саксофонист «Объекта насмешек» Александр Журавлёв, на бас встал Дмитрий Виноградов (Дубов), а Бучина за установкой сменил Сергей Наветный.
Обновленный состав выступил на подмосковном фестивале «Черноголовка-87», и отправился гастролировать по стране, выступать на региональных рок-фестивалях. Саксофонист Журавлёв осенью 1987 ушёл в «Алису», некоторое время его подменял Дмитрий Фёдоров, а за клавиши периодически вставал Павел Кондратенко.
Гастрольную и творческую жизнь «Нате!» подробно освещал ежемесячник РИО, где регулярно публиковались рецензии на концерты и репортажи с гастролей группы, а в январе 1988 Слава Задерий стал лицом обложки и дал программное интервью.
Смерть Александра Башлачева 17 февраля 1988 стала для Задерия тяжелым ударом. Задерий до конца жизни включал в свои выступления песни Башлачева.
Весной 1988 состав «Нате!» снова сменился: к Задерию и Наветному примкнули гитарист Андрей Ошибченко из гpуппы «Джонатан Ливингстон», клавишник Андрей Селюнин и бас-гитарист Олег Малой. На Шестом фестивале рок-клуба вместе с НАТЕ! на сцене вышли Михаил Малин на терменвоксе и Иван Воропаев на альте. После этого терменвокс часто использовался на концертах и записях группы.
На выступлении Задерий зачитал со сцены меморандум-обращение отечественных рок-музыкантов к правительству, сочинённое московским журналистом Ильёй Смирновым. Жюри отметило профессиональный рост группы, узнаваемый мелодический язык, изобретательные аранжировки, рок-н-ролльный драйв и остроумные тексты.
Задерий в тот период провокативно обозначал свой стиль «секс-энд-роллом». Композиции «Это», «Шпиономания», «Колумба из Америки», «Привет участникам Конгресса по Вопросам Страха», «Девочки», «Антиромантика», «Ёжик» (на стихи Александра Башлачёва), «Кошке хочется спать» (сочинённая вместе с Кинчевым) звучали по всей стране.
Позднее в репертуар «Нате!» вошли песни Андрея и Сергея Селюниных и Сергея Наветного.
В 1988 на студии группы «Фронт» звукорежиссёр «Нате!» Сергей Логинов записал и свел материал, из которого получилось два магнитоальбома: «Не бойся» (издан на кассетах в 1997 фирмой Manchester Files) и «Этология».

Финальным триумфом этого состава стал концерт на фестивале жуpнала «Авpоpа» в сентябре 1989 года. Группа в очередной раз распалась из-за ЧЕГО. В ноябре из группы ушёл гитарист Ошибченко, а ещё чере два месяца состав покинули Селюнин и Наветный, присоединившиеся к психоделической группе «Кошкин дом», переехавшей в Петербург из Одессы. 

О: И еще один вопрос: что такое рок-н-ролл? 

СЗ: Танец. 

О: Неужели только танец? 

СЗ: Ну да, танец. Только не надо понимать под танцем то, что происходит в дискотеке или ресторане. 

Танец - это и есть высшая гармония мира. Танец - это вечное движение вперед, состояние ума и души. 

И пока мы танцуем рок-н-ролл, мы живы и чего-то стоим.

На этом месте Слава умолк и, пользуясь терминологией наших маститых писак, в глазах его промелькнула грусть. 

А я подумал, что он совсем не такой рубаха-парень и смутьян, как иногда кажется. Скорее, наоборот. 

Запомнился случай, когда во время прогулки по Могилеву Слава все восхищался цветущей сиренью, даже намеревался сорвать одну из веток.

Это "покушение" узрела хозяйка дома и, как водится, вылила на него целый поток брани. 

В ответ на это Слава молча сделал "руки по швам", наклонил голову, как бы извиняясь, и сказал:"Простите, пожалуйста. 

Я обязательно посажу целых два дерева". Хозяйка от изумления проглотила язык, а тусовка - как и положено - покатилась со смеху...

### Джазус Крест, Пушкинская 10 (1990—1995)
В 1990 году Задерий стал заниматься проектом «Гамбринус», в состав которого вошли участники «Нате!» и «Кошкиного дома». Фронтменом проекта стал гитарист и певец Игорь Ганькевич, также одессит. Ганькевич параллельно пару месяцев играл на гитаре в «Нате!», где за клавишные вернулся Кондратенко, а новую ритм-секцию составили Вадим Снегирёв на басу, и Михаил Лысенко на барабанах.
В марте Ганькевич вернулся в Одессу и три месяца спустя неожиданно умер от остановки сердца и «Гамбринус» прекратил существование.
Тем временем в «Нате!» продолжалась ротация состава: за барабаны сел Арсен Израилов, на бас-гитаре поочередно играли Дубову и Малой, но вскоре Дубов присоединился к АУ, а Малой оказался в тюрьме. К лету 1990 группа снова развалилась. Недолгое время Задерий и Израилов выступали вдвоем, аккомпанируя себе на акустических гитарах.
В 1991 Задерий создал студийный проект «Джазус Крест», в котором участвовали Игорь Спицын (гитара, вокал, клавиши), автор-исполнитель из Екатеринбурга Александр Холкин и струнник Аквариума Иван Воропаев. Альбом был записан на студии «Титаник» в Петербурге, сведен и спродюсирован лидером Звуков Му Пётром Мамоновым. Официальное издание от Отделения «Выход» появилось в 1996 году.
В первой половине 90-х Задерий выступает сольно, а также работал над песнями своей тогдашней жены Айгуль Бакировой: писал музыку, аранжировки, организовывал записи. Среди ранних записей интерес представляет песня «Обернулась длинным белым покрывалом», записанная в1992 году, где Задерий играет на гитаре и клавишных.
Также в этот период была создана композиция «Мы — это любовь» на стихи Сергея Ваганова.
В 1991 году Задерий сольно выступает на фестивале Рок против террора.
Задерий участвует в Театре абсурда Марка Гиндина
Некоторое время Задерий сотрудничал с автором-исполнителем из Всеволожска Владимиром Бредихиным и его группой «Живые».
Ситуация в стране, наложившаяся на личные переживания, а также злоупотребления сопровождающие жизнь рок-звезды привели к тому, что первую половину 90-х Задерий прожил в творческом сквоте Пушкинская 10. Историй из этого времени сохранилось немало, понять их из современной действительности весьма сложно, но по некоторым обрывкам можно составить впечатление об атмосфере того времени.
В начале 1993 сформировался новый состав «Нате!», в который вошли Арсен Израилов на ударных, Андрей Сударушкин на гитаре, Дмитрий Бациев на басу и Алексей Сафронов на гитаре и перкуссии. В апреле 1993 группа выступила на «Рок-чемпионате» в Великом Новгороде. В этот период Задерий сотрудничал со Свином, Алексом, Холкиным, Спициным, Брайаном Ино, трио Loyko и сумел отрефлексировал смерть Башлачева и распад Советского Союза.

### «Нате!» и «Magna Mater» (1996—2003)
Осенью 1996 Задерий решил избавиться от своих пагубных привычек и начал работу над новым собственным материалом в студии Андрея Тропилло.
Блок материала, состоящий преимущественно из песен до-натевского периода, был оформлен как сольный альбом «Слава Задеpий в Рок-н-Ролльном Сите». В записи приняли участие Иван Воропаев на струнных, Александр Симиренко на клавишах, гитарист Евгений Яровой и группа «Rock-n-Roll city» в лице басиста Андрея Синчука, барабанщика Евгения Павлова и гитариста Василия Серова.
Из нового материала был собран альбом «Филантроп» проекта Magna Mater, в котором участвовали вокалистка Гала Роза, с которой Задерий начал романтические и творческие отношения, Воропаев и Симиренко, гитаристы Андрей Васильев, Михаил Владимиров и Андрей Иванов, Алексей Рахов на саксофоне, Евгений Павлов за установкой и Андрей Синчук на басу. Запись обоих альбомов закончилась зимой 1996.
В июне 1997 Задерий вместе с «Rock’n’Roll city» выступил на Рок-фестивале Театра DDT, а затем презентовал альбом «Слава Задеpий в Рок-н-pолльном сите» и пеpеиздание кассеты «Нате!» «Не бойся» в клубе Black Dog.
После этого Задерий занимается поиском музыкантов для постоянного состава Magna Mater и сводит альбом «Филантроп». Открывающим треком стала песня «Чур меня» а слова близкого друга Задерия — поэта и музыканта Андрея Магдича, На которую также был снят клип, доступный на официальном канале «Нате!» в YouTube.
К Magna Mater присоединяются гитарист Андрей Иванов, клавишник Александр Симиренко и басист Дмитрий Бациев. В этом составе группа приступает к записи альбома и в феврале 1998 выступает в ДК им. Горького на концерте, посвящённом десятилетию со дня смерти Александра Башлачёва. В мае завершается работа над альбомом «Роза». В том же году Задерий и Magna Mater принимают участие в съёмке последнего выпуска телепрограммы А. К. Троицкого «Кафе „Обломов“».
В 1999 альбом «Роза» издает фирма Extraphone, с условием, что он выйдет с названием «Нате!», а не Magna Mater на обложке.
Magna Mater приступает к работе над очередным альбомом, при участии голландского поэта и рок-музыканта Эрнста Лангхаута, но в начале 2000 года группа распалась.Задерий занимается переизданиями архивных записей «Алисы» («Поколение X»), а также переиздает уникальный квартирник «Чернобыльские бобыли на краю света», на котором музыканты «Алисы» аккомпанировали Башлачёву.
Будучи православным христианином, Задерий стремился очистить память Башлачева от греховного ярлыка самоубийцы и искал возможность организовать обряд отпевания. В 1999 году Задерий выпускает книгу «Дети равновесия. Об Алисе, СашБаше и др.», а также публикует стихи и воспоминания.
В начале 2000х Задерий режиссирует и снимает клип на песню «Восточная» группе THE RИКОSHЭТ.
В Январе 2003 Задерий и гитарист Алексей Сафронов инициируют возвращение «Нате!» на сцену. К ним присоединились Олег Малой (бас) и Александр Троицкий (барабаны).
Сохранилась одна песня этого состава — «Любовь — это наркотик» 2003 года.

### Семь кругов беспокойного лада (2004—2007)

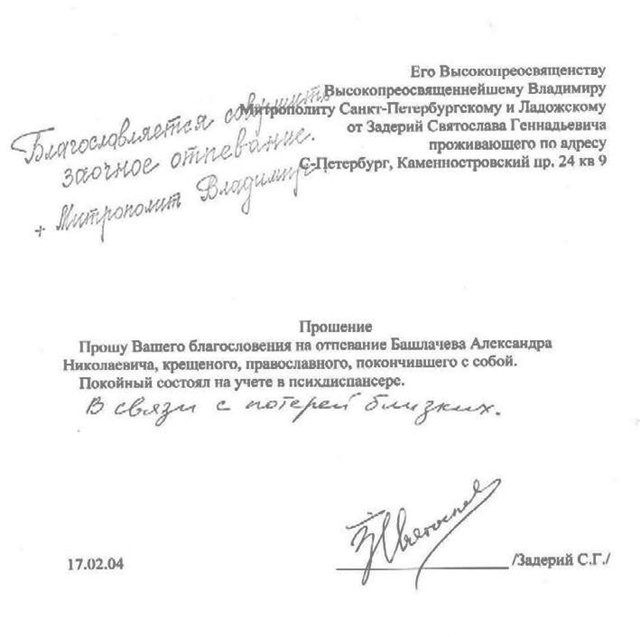
Завизированное прошение в епархию

В феврале 2004 года Задерий добился от епархии разрешения на отпевание Александра Башлачева.
В марте 2004 «Нате!» выступает в клубе «Порт» по случаю 44-й годовщины со дня рождения Андрея Панова.
В начале 2005 Задерий устраивает запись альбома-посвящения Александру Башлачёву «Семь кругов беспокойного лада». В записи принимают участие музыканты из групп «Алиса», «Странные Игры», «Чиж и Со», «Кафе» и «Нате!». Запись была завершена, но альбом так и не был издан из-за запрета Егора Башлачева на использование стихов отца.
Задерий организует концерты, посвященные годовщине со дня его гибели Башлачева: Праздник-фестиваль «Поэты идут» в Измайловском саду Санкт-Петербурга и ещё один концерт в Москве.
В 2006 году в БКЗ Октябрьский Задерий организует концерт «Имя имён», также посвященный Башлачеву.
В 2006 году Задерий дает множество интервью, в том числе интервью журналу Rolling Stone, где рассказывает о внутренней истории «Алисы», а также о Башлачеве и посвященном ему альбому.
В состав «Нате!» образца 2005 вошли давние коллеги Задерия: барабанщик Михаил Нефёдов, клавишник Андрей Селюнин, гитарист Алексей Сафронов, а также Павел Васильев на гитаре и Василий Соколов на басу.

### «Нате!» (2008—2011)
В 2007 году «Нате!» активно занимается репетициями и готовится к записи нового альбома на студии Сергея Наветного и Сергея Логинова «Интерзвук». Планировалось записать хиты «Нате!» и ранней «Алисы», в особенности те, которые не были записаны ранее.
Коллектив снова выступает в клубах Санкт-Петербурга («Манхеттен», Rocks, «Орландина», «Камчатка» и др.), а также на фестивале «Окна открой» с новой программой «Матриархат».
В 2009 году у Задерия случился первый инсульт. С тех пор он мало выходил из дома по медицинским показаниям. Планировавшиеся гастроли пришлось отменить, как и запись альбома.
30 апреля 2011 года Задерий в тяжёлом состоянии был госпитализирован в Покровскую больницу Санкт-Петербурга с диагнозом геморрагический инсульт.
Родные и друзья Задерия обращались ко всем неравнодушным с просьбой о помощи. Музыканты «Алисы» выделили на лечение больше тысячи долларов. В то же время поклонниками также собирались средства, а 23 мая в петербургском Rock Cafe должен был состояться благотворительный концерт, все деньги от которого планировалось перечислить на лечение музыканта.
Но этого не произошло: 6 мая 2011 года в 23:50 Задерий скончался на 51-м году жизни.
Слава похоронен 10 мая на Большеохтинском кладбище Санкт-Петербурга.
После смерти Задерия его жена Айгуль Бакирова в приступе отчаяния сожгла архив со стихами, фотографиями, кассетами, записями репетиций и демо.
Официальный сайт Святослава Задерия поддерживается и тщательно ведется Артёмом Артемовым.
Музыкант был женат, имел дочь Анастасию.

## Дискография
Хрустальный Шар
- 1982 — Продавец песен
- 1983 — Хрустальный шар

Алиса
- 1984 — Кривозеркалье
- 1985 — Акустика (часть 2)
- 1985 — Энергия
- 1986 — Поколение Икс

Нате!
- 1989 — Не Бойся
- 1990 — Этология
- 1999 — Роза
- 2003 — Любовь это наркотик (сингл)
- 2006 — Семь кругов беспокойного лада

Джазус Крест
- 1991 — Джазус Крест

МАГНА МАТЕР
- 1997 — Филантроп

другое
- 1984 — Нервная ночь (Доктор Кинчев и группа «Стиль»)
- 1986 — Чернобыльские Бобыли на краю света (СашБаш & Алиса)
- 1990 — Гамбринус[7]
- 2001 — Задерий и Монахов «Квартирник у Перца»[8]
- 2009 — ROCK-N-ROLL.RU

сольно
- 1997 — В Рок-Н-Рольном Сите

## Фильмография
| Год  |   | Название          | Роль                                |
| ---- | - | ----------------- | ----------------------------------- |
| 1985 | ф | Переступить черту | бас-гитарист группы «Бумажный Змей» |
| 1986 | ф | Йя-Хха            | камео                               |
| 1990 | ф | Ленинград. Ноябрь | Слава                               |

## Книги
- 2011 — «Знак кровоточия» Александр Башлачев глазами современников.
- 1999 — «Дети равновесия» Об Алисе, СашБаше и др.